# بايين
بايين (بالصينية: 白银市) هي مدينة من مدن الصين. يبلغ عدد سكانها 1708751 نسمة حسب إحصائيات سنة 2010. يبلغ ارتفاع المدينة عن سطح البحر قرابة 1698 متر. تبلغ مساحتها 21200 كم².

## توأمة
لبايين اتفاقيات توأمة مع كل من:
- شيمكنت
- برست (26 يوليو 2018 - )[5]

## وصلات خارجية
- الموقع الرسمي